# 乐天玛特

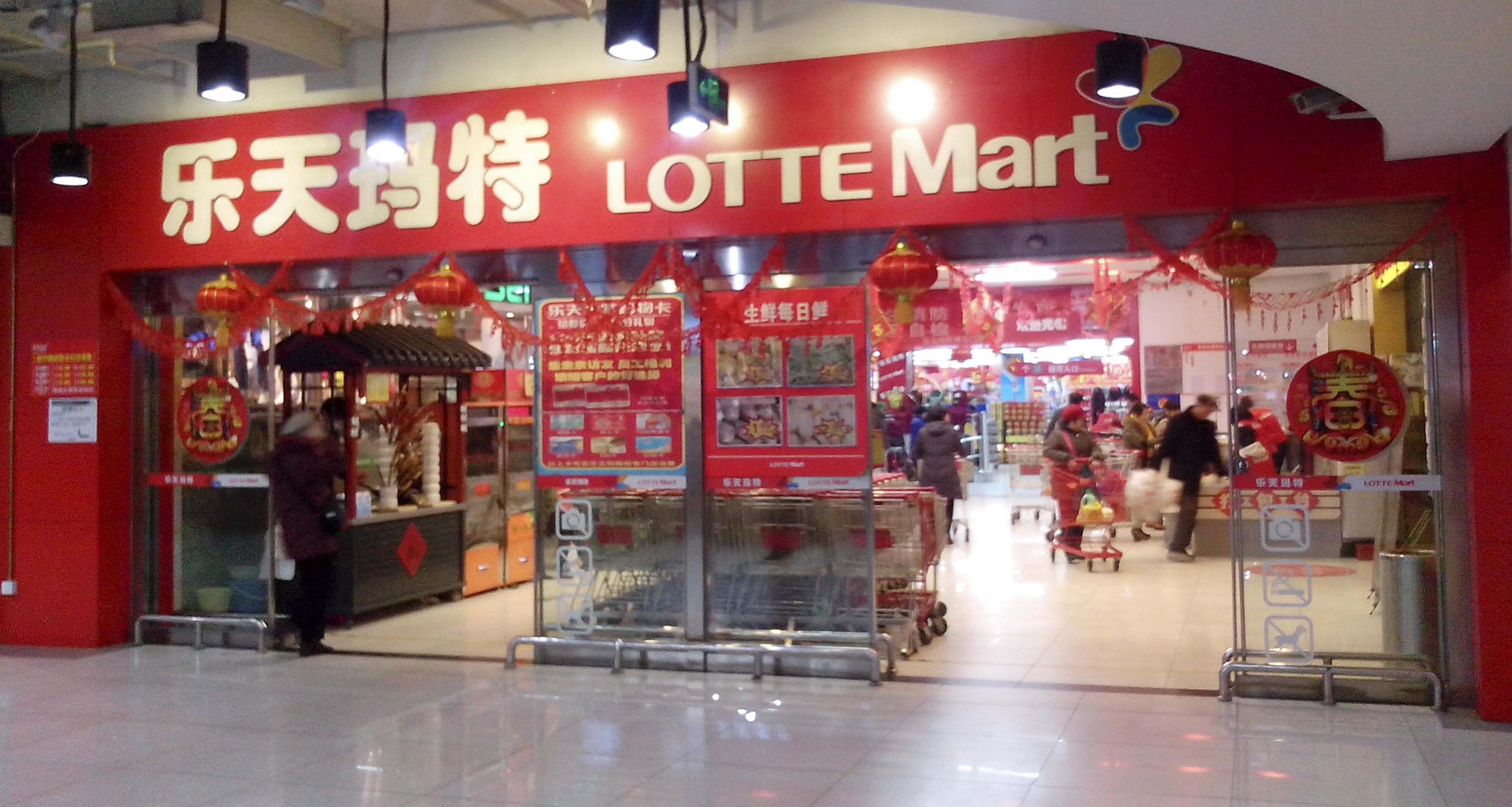
位于北京崇文门的一家乐天玛特超市（该店由物美收购后已于2024年关闭）

乐天玛特是韩国乐天集团旗下的一家超市连锁店。自1998年乐天在韩国首爾开设第一家超市以来，乐天玛特已发展成为一个跨国连锁超市。2008年，乐天玛特通过收购中荷合资的萬客隆进入中国市场。同年乐天玛特以同样的购并方式进入印尼市场，并在在越南开设分店。截止2012年，乐天玛特全球拥有约230家门店。

## “萨德”事件影响及退出中国大陆
2017年3月2日，樂天集團因提供土地給南韓政府做為“薩德”飛彈基地，引發中国政府及民间不滿，中國樂天不止店舖被開罰單、被执法部门“重点关注”，其中国官方网站也遭到黑客攻击而瘫痪，且引发了部分民众及商家的抵制。而中方媒体報導称，樂天在中國門市早就虧損累累，有意關閉門市，而薩德事件只是它撤出中國的催化劑。
据《环球时报》引述韩国媒体《亚洲经济》8月29日报道，乐天集团正准备从中国筹措资金，为因“萨德”问题而在中国陷入困难的乐天玛特进行第二轮紧急注资。有乐天相关人士对“撤出中国市场”的说法表示，如果情况持续下去，可能会对投资进行部分调整，但绝无撤出中国的计划。截至2017年7月底，乐天玛特在中国大陆的112家卖场中仍有74家停业，13家临时休业。据称截至8月底，乐天玛特在中国已损失5000亿韓元，如果停业持续到年底，损失将达1万亿韩元。
2017年9月14日，鉴于数月以来的巨额亏损，乐天集团一改之前的坚决态度，决定出售在华超市，不排除全部出售的可能。
2018年4月26日，乐天中国方面向澎湃新闻记者确认，将向物美出售北京的21家乐天玛特门店，售出乐天玛特中国87.38%股份，剩余股份仍由乐天持有。出售价格为14.2亿元人民币（约合2485亿韩元）。5月11日，据腾讯财经引述韩国媒体消息，乐天将乐天玛特中国华东业务以大约3000亿韩元（17.5亿元人民币）的价格出售给利群集团；乐天玛特在中国剩下的华中法人（重庆、成都等地的6家卖场）和东北法人（沈阳、吉林等地的8家卖场）也正在与地区流通公司协商，曾预计2018年上半年内完成出售，但该部分门店由于无人接手，而于2019年起陆续停业，同时乐天玛特退出中国大陆市场。